# Sampzon
Sampzon é uma comuna francesa na região administrativa de Auvérnia-Ródano-Alpes, no departamento de Ardèche. Estende-se por uma área de 8,39 km². Em 2010 a comuna tinha 237 habitantes (densidade: 28,2 hab./km²).